# Чемпионат мира по фигурному катанию 1923
Чемпионат мира по фигурному катанию 1923 года был проведён Международным союзом конькобежцев в Австрии и Норвегии. Фигуристы соревновались в мужском, женском одиночном катании и в парном катании. Соревнование среди мужчин и женщин проходили с 27 по 28 января в Вене, среди пар — с 27 по 28 января в Осло.

## Результаты

### Мужчины
| Место | Имя           | Страна   | Сумма мест |
| ----- | ------------- | -------- | ---------- |
| 1     | Фриц Кахлер   | Австрия  | 7          |
| 2     | Вилли Бёкль   | Австрия  | 12         |
| 3     | Йоста Сандаль | Швеция   | 16         |
| 4     | Эрнст Оппахер | Австрия  | 16         |
| 5     | Людвиг Вреде  | Австрия  | 25         |
| 6     | Артур Фирегг  | Германия | 29         |

### Женщины
| Место | Имя            | Страна         | Сумма мест |
| ----- | -------------- | -------------- | ---------- |
| 1     | Херма Сабо     | Австрия        | 6          |
| 2     | Гизела Рейхман | Австрия        | 12         |
| 3     | Свеа Нурен     | Швеция         | 16         |
| 4     | Этель Макелт   | Великобритания | 16         |

### Пары
| Место | Имя                                         | Страна    | Сумма мест |
| ----- | ------------------------------------------- | --------- | ---------- |
| 1     | Людовика Якобссон-Эйлерс / Вальтер Якобссон | Финляндия | 6.5        |
| 2     | Алексия Скёйен / Ингвар Брин                | Норвегия  | 10.5       |
| 3     | Эльна Хенриксон / Кай аф Экстрём            | Швеция    | 14         |
| 4     | Margit Engebretsen / Bjarne Engebretsen     | Норвегия  | 19         |
| 5     | Randi Bakke / Christen Christensen          | Норвегия  | 25         |